# Auloserpusia squamiptera
Auloserpusia squamiptera är en insektsart som först beskrevs av Willy Adolf Theodor Ramme 1929.  Auloserpusia squamiptera ingår i släktet Auloserpusia och familjen gräshoppor. Inga underarter finns listade i Catalogue of Life.